# Mahendra Nagar
Mahendra Nagar – gaun wikas samiti w zachodniej części Nepalu w strefie Mahakali w dystrykcie Kanchanpur. Według nepalskiego spisu powszechnego z 2001 roku liczył on 13 738 gospodarstw domowych i 80 839 mieszkańców (39 607 kobiet i 41 232 mężczyzn).